# ديناميكيات النظام

ديناميكيات النظام (بالإنجليزية: System dynamics)‏ هي منهج لفهم السلوك اللاخطي للنظم المعقدة على مر الزمن باستخدام الأسهم والتدفقات وحلقات التغذية المرتدة الداخلية ووظائف الجدول والمعوقات الزمنية.

## لمحة عامة
تعد ديناميكيات النظام منهجية وتقنية نمذجة رياضية لتحديد القضايا والمسائل المعقدة وفهمها ومناقشتها. طُورت في الأصل في خمسينيات القرن العشرين لمساعدة مديري الشركات على تحسين فهمهم للعمليات الصناعية، وتُستخدم حاليًا في القطاعين العام والخاص لتحليل السياسات وتصميمها.
طُورت برمجية ديناميكيات نظام واجهة المستخدم الرسومية في إصدارات سهلة الاستخدام بحلول تسعينيات القرن العشرين، وطُبقت على أنظمة متنوعة. ساعدت نماذج ديناميكيات النظام في حل مشكلة التزامن (السببية المتبادلة) عن طريق تحديث جميع المتغيرات بزيادات زمنية صغيرة مع تغذية مرتدة إيجابية وسلبية وهيكلة التأخير الزمني للتفاعلات والتحكم. قد يكون نموذج ديناميكيات النظام الأكثر شهرةً هو تقرير حدود النمو الصادر عام 1972. يتنبأ هذا النموذج بأن النمو الأسي للسكان ورأس المال، مع محدودية الموارد والبواليع وتأخيرات الإدراك، من شأنه أن يؤدي إلى انهيار اقتصادي خلال القرن الحادي والعشرين في ظل مجموعة واسعة من سيناريوهات النمو.
تمثل ديناميكيات النظام أحد جوانب نظرية الأنظمة كطريقة لفهم السلوك الديناميكي للأنظمة المعقدة. تقوم هذه الطريقة على أساس إدراك أن هيكل أي نظام، أي العديد من العلاقات الدائرية المتشابكة والمتأخرة زمنيًا أحيانًا من بين مكوناته، لا يقل أهميةً من حيث تحديد سلوكه عن المكونات الفردية ذاتها. من الأمثلة على ذلك، نظرية شواش والديناميات الاجتماعية. يُزعم أيضًا أنه نظرًا إلى وجود خصائص الكل في كثير من الأحيان، والتي لا يمكن إيجادها بين خصائص العناصر، فإنه لا يمكن في بعض الحالات تفسير سلوك الكل من حيث سلوك الأجزاء.

## لمحة تاريخية
أنشِئت ديناميكيات النظام خلال منتصف خمسينيات القرن العشرين من قبل البروفيسور جاي فوريستر من معهد ماساتشوستس للتكنولوجيا. في عام 1956، قبِل فوريستر منصب الأستاذية في كلية سلوان للإدارة لمعهد ماساتشوستس للتكنولوجيا المنشأة حديثًا آنذاك. كان هدفه الأول تحديد الكيفية التي يمكن بها الاستفادة من خلفيته في العلوم والهندسة، بطريقة مفيدة إلى حد ما، في معالجة القضايا الأساسية التي تحدد نجاح الشركات أو فشلها. أثيرت رؤى فوريستر حول الأسس المشتركة التي تقوم عليها الهندسة، والتي أدت إلى إنشاء ديناميكيات النظام، إلى حد كبير من خلال مشاركته مع مدراء شركة جنرال إلكتريك خلال منتصف خمسينيات القرن العشرين. في ذلك الوقت، كان مدراء الشركة متحيرين نظرًا إلى أن العمل في مصنع الأجهزة خاصتهم في ولاية كنتاكي أظهر دورة اقتصادية كبيرة مدتها 3 سنوات. اعتُبرت الدورة الاقتصادية تفسيرًا غير كاف لعدم الاستقرار الوظيفي. من عمليات المحاكاة اليدوية (أو الحسابات) لهيكل التغذية الراجعة لتدفق الأسهم الخاصة بمصانع جنرال إلكتريك، التي تضمنت هيكل اتخاذ القرارات القائمة في الشركة للتوظيف والتسريح، تمكن فوريستر من إظهار كيف أن عدم الاستقرار في توظيف جنرال إلكتريك يرجع إلى الهيكل الداخلي للشركة وليس إلى قوة خارجية مثل الدورة الاقتصادية. كانت عمليات المحاكاة اليدوية هذه بداية مجال ديناميكيات النظام.
خلال أواخر خمسينيات وأوائل ستينيات القرن العشرين، نقل فوريستر وفريق من طلاب خريجين مجال ديناميكيات النظام الناشئ من مرحلة المحاكاة اليدوية إلى مرحلة المحاكاة بالحاسوب الرسمية. أنشأ ريتشارد بينيت في ربيع عام 1958 أول لغة نمذجة حاسوبية لديناميكيات النظام التي تسمى سبمل (إس آي إم بّي إل إي، اختصارًا لـ: محاكاة مشاكل الإدارة الصناعية عن طريق العديد من المعادلات) . في عام 1959، كتب كل من فيليس فوكس وألكسندر بيو النسخة الأولى من دينامو (النماذج الديناميكية)، وهي نسخة محسنة لسمبل، وأصبحت لغة ديناميكيات النظام معيار الصناعة لأكثر من ثلاثين عامًا. نشر فوريستر الكتاب الأول، والذي لا يزال كلاسيكيًا، في المجال بعنوان الديناميكيات الصناعية في عام 1961.
من أواخر خمسينيات إلى أواخر ستينيات القرن العشرين، كانت ديناميكيات النظام تُطبق بوجه الحصر تقريبًا على المشاكل المؤسسية/الإدارية. لكن في عام 1968، تسبب حدث غير متوقع في توسيع المجال إلى ما هو أبعد من النمذجة المؤسسية. عُين جون إف كولينز، عمدة بوسطن السابق، بروفيسورًا زائرًا للشؤون الحضرية في معهد ماساتشوستس للتكنولوجيا. كانت نتيجة تعاون كولينز-فورستر كتابًا بعنوان الديناميكيات الحضرية. كان نموذج الديناميكيات الحضرية الوارد في الكتاب أول تطبيق رئيسي غير مؤسسي لديناميكيات النظام.
جاء التطبيق الثاني غير المؤسسي لديناميكيات النظام بعد فترة وجيزة من التطبيق الأول. في عام 1970، دعت منظمة نادي روما؛ جاي فوريستر إلى اجتماع في برن، سويسرا. يعد نادي روما منظمة مخصصة لحل ما يصفه أعضاؤه بـ«مأزق البشرية»، أي الأزمة العالمية التي قد تظهر في وقت ما من المستقبل، بسبب المطالب المفروضة على القدرة الاستعابية للأرض (مصادرها للموارد المتجددة وغير المتجددة وبواليعها للتخلص من الملوثات) من قبل سكان العالم الذين يتزايد عددهم بشكل هائل. في اجتماع برن، سُئل فوريستر عما إذا كان يمكن استخدام ديناميكيات النظام لمعالجة مأزق البشرية. كان جوابه، بطبيعة الحال، أنه يمكن ذلك. على الطائرة العائدة من اجتماع برن، أنشأ فوريستر أول مشروع لنموذج ديناميكيات النظام للنظام الاجتماعي الاقتصادي العالمي. أطلق على هذا النموذج اسم وورلد1. عند عودته إلى الولايات المتحدة، حسّن فوريستر وورلد1 استعدادًا لزيارة أعضاء نادي روما لمعهد ماساتشوستس للتكنولوجيا. أطلق فوريتسر على النسخة المحسنة من النموذج اسم وورلد2. نشر فوريستر وورلد2 في كتاب بعنوان ديناميكيات العالم.

## تطبيقات
وجدت ديناميكيات النظام تطبيقًا في نطاق واسع من المجالات، مثل النظم السكانية، والزراعية، والإيكولوجية والاقتصادية، التي تتفاعل عادة مع بعضها البعض تفاعلًا قويًا.
تتضمن ديناميكيات النظام العديد من تطبيقات إدارة «ظهر المغلف». تعد أداة فعالة لتحقيق ما يلي:
- تدريس ردود فعل تفكير النظام للأشخاص المدرَبين.
- تحليل الافتراضات والنماذج الذهنية ومقارنتها حول طريقة عمل الأشياء.
- اكتساب معرفة نوعية لطريقة عمل نظام ما أو نتائج قرار ما.
- التعرف على الأنماط البدائية للأنظمة المختلة وظيفيًا في الممارسة اليومية.

تُستخدم برامج الكمبيوتر لمحاكاة نموذج ديناميكيات النظام للحالة قيد الدراسة. يمكن لتشغيل محاكاة «ماذا لو» لاختبار سياسات معينة على مثل هذا النموذج أن يساعد بشكل كبير في فهم كيفية تغيُر النظام مع مرور الوقت. تتشابه ديناميكيات النظام إلى حد كبير مع تفكير الأنظمة (نظرية الأنظمة) وتبني نفس مخططات الحلقات السببية للأنظمة ذات التغذية المرتدة. مع ذلك، فإن ديناميكيات النظام تذهب إلى ما هو أبعد من ذلك وتستخدم المحاكاة لدراسة سلوك النظم وتأثير السياسات البديلة.
استُخدمت ديناميكيات النظام للتحقق من تبعيات الموارد، والمشاكل الناجمة عن ذلك، فيما يتعلق بتطوير المنتجات.
طور الخبير الاقتصادي ستيف كين نهج ديناميكيات النظام في التعامل مع الاقتصاد الكلي، والمعروف باسم مينسكي. استُخدم هذا النهج بنجاح لنمذجة السلوك الاقتصادي العالمي من الاستقرار الظاهري للاعتدال العظيم إلى الأزمة المالية 2007-2008 غير المتوقعة.